# Francis Moore (astrolog)
Francis Moore (n. 29 ianuarie 1657, Bridgnorth, Anglia, Regatul Unit – d. 1715) a fost un medic și astrolog britanic care a scris și a publicat ceea ce a devenit mai târziu Old Moore's Almanack. 

## Biografie
S-a născut într-o familie săracă din Bridgnorth. Moore a fost autodidact, a învățat să citească singur și a devenit medic și astrolog. A servit la curtea regelui Carol al II-lea al Angliei. 
Almanahul care-i poartă numele a fost publicat pentru prima dată în 1697 și oferea inițial predicții meteorologice și astrologice; el încă mai este publicat anual.

## Legături externe
- Author and Book Info.com.